# Euphorbia kanalensis
Euphorbia kanalensis är en törelväxtart som beskrevs av Pierre Edmond Boissier. Euphorbia kanalensis ingår i släktet törlar, och familjen törelväxter. Inga underarter finns listade i Catalogue of Life.